# ميخائيل خان (مخرج)
ميخائيل خان (بالإنجليزية: Michael Kahn)‏ هو مخرج أمريكي، ولد في 1937 في بروكلين في الولايات المتحدة.

## وصلات خارجية
- ميخائيل خان على موقع قاعدة بيانات برودواي على الإنترنت (الإنجليزية)